# Соискатель
Соискатель — лицо, имеющее высшее образование, прикрепленное к организации или учреждению, которые имеют аспирантуру (адъюнктуру) и (или) докторантуру, и подготавливающее диссертацию на соискание  учёной степени кандидата наук без обучения в аспирантуре (адъюнктуре), лицо, имеющее учёную степень кандидата наук и подготавливающее диссертацию на соискание учёной степени доктора наук. 
Соискатели учёной степени кандидата наук не сдают вступительные экзамены (в отличие от аспирантов), но прикрепляются к учреждению решением учёного совета. Они могут посещать занятия вместе с аспирантами или могут и самостоятельно готовиться к сдаче экзаменов кандидатского минимума. Работу соискателя над диссертацией контролирует научный руководитель.
Соискатель не получает стипендию.